# Operacja Varsity
Operacja Varsity – operacja alianckich sił powietrznodesantowych, która miała miejsce pod koniec II wojny światowej na froncie zachodnim. Z udziałem ponad 16 tys. spadochroniarzy i kilku tysięcy samolotów była to największa operacja powietrznodesantowa w historii przeprowadzona jednego dnia i w jednym miejscu.
Varsity była częścią operacji Plunder, anglo-amerykańsko-kanadyjskiej operacji pod dowództwem feldmarsz. Bernarda Montgomery’ego, mająca na celu przekroczenie rzeki Ren i wejście do północnych Niemiec. Varsity miała pomóc oddziałom szturmowym przeprawiającym się przez rzekę zdobyć przyczółek na drugim brzegu w pobliżu wioski Hamminkeln i miasta Wesel.
Plany operacji zakładały zrzucenie dwóch dywizji wchodzących w skład XVIII Korpusu Powietrznodesantowego pod dowództwem gen. Matthew B. Ridgwaya, w celu zajęcia kluczowego obszaru i ogólnego zakłócenia obrony niemieckiej, aby pomóc w rozwoju natarcia sił lądowych aliantów. Brytyjskiej 6 Dywizji Powietrznodesantowej nakazano zdobyć miejscowości Schnappenberg i Hamminkeln, usunąć część niemieckich sił z Lasu Diersfordt i zająć trzy mosty nad rzeką Issel. Amerykańska 17 Dywizja Powietrznodesantowa miała przejąć miejscowość Diersfordt i oczyścić resztę Lasu Diersfordter z pozostałych sił niemieckich. Obie dywizje musiały następnie utrzymać terytorium, które opanowały, do czasu ich zluzowania przez nadciągające jednostki 21 Grupy Armii, a następnie przyłączyć się do dalszego uderzenia przez północne Niemcy.
Siły powietrznodesantowe popełniły kilka błędów, w szczególności gdy błąd jednego z pilotów spowodował, że spadochroniarze z 513 Pułku Piechoty Spadochronowej ze składu 17 Dywizji Powietrznodesantowej opuścili swoją strefę zrzutu i zamiast tego wylądowali w strefie brytyjskiej. Operacja zakończyła się jednak sukcesem; obie dywizje zdobyły mosty nad Renem i zajęły miejscowości, które mogłyby zostać wykorzystane przez Niemców do opóźnienia postępu brytyjskich sił lądowych. Spadochroniarze ponieśli ponad 2 tys. ofiar, ale wzięli do niewoli ok. 3,5 tys. żołnierzy niemieckich. Varsity była ostatnią aliancką operacją powietrznodesantową na dużą skalę przeprowadzoną podczas II wojny światowej.

## Tło sytuacyjne

Rozmieszczenie sił alianckich w zachodniej Europie w marcu 1945 r.

Do połowy marca 1945 r. armie alianckie wkroczyły do Niemiec i dotarły do Renu. Rzeka ta stanowiła potężną naturalną przeszkodę dla dalszego natarcia Sprzymierzonych, ale jej przekroczenie dałoby aliantom dostęp do Niziny Północnoniemieckiej i możliwość rozwinięcia ostatecznego natarcia w kierunku Berlina i innych dużych miast w północnych Niemczech. Zgodnie ze strategią „szerokiego frontu” przyjętą przez gen. Dwighta D. Eisenhowera, najwyższego dowódcę alianckich sił ekspedycyjnych, podjęto decyzję o próbie przekroczenia Renu w kilku obszarach. Feldmarsz. Bernard L. Montgomery, dowodzący anglo-kanadyjską 21 Grupą Armii, opracował plan o kryptonimie operacja Plunder, który pozwoliłby siłom pod jego dowództwem na sforsowanie Renu, na co następnie przystał Eisenhower. Plan operacji Plunder zakładał przerzucenie brytyjskiej 2 Armii pod dowództwem gen. Milesa C. Dempseya i amerykańskiej 9 Armię pod dowództwem gen. Williama Simpsona przez Ren w rejonie miast Rees, Wesel i w obszarze na południe od kanału Lippe.
Aby upewnić się, że operacja zakończy się sukcesem, Montgomery nalegał, aby do planów dołączyć komponent powietrznodesantowy, który wesprze ataki rzeczne; nadano mu kryptonim Varsity. Do udziału w operacji wybrano początkowo trzy dywizje powietrznodesantowe, mianowicie: brytyjską 6 Dywizję oraz amerykańskie 13 i 17 Dywizje, z których wszystkie zostały przydzielone do XVIII Korpusu Powietrznodesantowego, dowodzonego przez gen. Matthew B. Ridgwaya. Jedna z tych formacji powietrznych, brytyjska 6 Dywizja Powietrznodesantowa, dowodzona przez gen. Erica Bolsa, była dywizją weteranów; uczestniczyła w operacji Overlord, inwazji na Normandię w czerwcu poprzedniego roku. Jednak 17 Dywizja Powietrznodesantowa pod dowództwem gen. Williama Mileya została sformowana dopiero w kwietniu 1943 r. i przybyła do Wielkiej Brytanii w sierpniu 1944 r., kiedy kampania normandzka była już na ukończeniu. Dywizja nie uczestniczyła także w operacji Market Garden. Brała co prawda udział w bitwie o Ardeny, ale jeszcze nie wykonała skoku bojowego. 13 Dywizja Powietrznodesantowa pod dowództwem gen. Eldridge’a Chapmana została sformowana także w sierpniu 1943 r. i przeniesiona do Francji dopiero w 1945 r.; formacja ta nigdy nie widziałaby akcji, gdyby jeden z jej pułków, 517 Pułk Piechoty Spadochronowej nie walczył przez krótki czas we Włoszech, a później w południowej Francji i bitwie ardeńskiej.

## Preludium

### Przygotowania aliantów
W związku z powyższym operacja Varsity została zaplanowana z myślą o tych trzech dywizjach powietrznodesantowych, z których wszystkie trzy zostaną zrzucone za niemieckimi liniami w celu wsparcia 21 Grupy Armii, która przeprowadzała swoje ataki desantowe, aby przedostać się na drugi brzeg Renu. Jednak na najwcześniejszych etapach planowania stało się jasne, że 13 Dywizja Powietrznodesantowa nie będzie mogła wziąć udziału w operacji, ponieważ w okolicy były dostępne samoloty transportowe wystarczające do przeniesienia tylko dwóch dywizji. Dlatego plan operacji został zmieniony, aby uwzględnić dwie pozostałe dywizje, 6. brytyjską i 17. amerykańską. Te dwie dywizje miały zostać zrzucone za niemieckimi liniami, a za ich cel postawiono wylądowanie wokół Wesel i zakłócenie obrony wroga, aby wspomóc natarcie brytyjskiej 2 Armii w kierunku tego miasta.
Aby to osiągnąć, obie dywizje miały być zrzucone w pobliżu wioski Hamminkeln, a ich zadaniem być szereg następujących po sobie celów: zajęcie lasu Diersfordter, w tym przebiegającej przeń drogi łączącej kilka dużych miast; kilka mostów nad mniejszym szlakiem wodnym, rzeką Issel także miało zostać przejętych, aby ułatwić przejście wojskom lądowym; a sama wioska Hamminkeln musiała zostać zdobyta. Las Diersfordter wybrał gen. Dempsey, dowódca brytyjskiej 2 Armii, jako początkowy cel, ponieważ jego zajęcie pozbawiłoby pozycji artylerię niemiecką, która mogłaby zakłócić operacje pomostowe 2 Armii i wreszcie 30 transportowców C-47 zestrzelonych i aż 339 uszkodzonych. Gdy cele te zostaną osiągnięte, wojska powietrznodesantowe skonsolidują swoje pozycje i będą czekać na przybycie alianckich sił lądowych, broniąc zdobytego terytorium przed siłami niemieckimi, o których było wiadomo, że na pewno są w okolicy.

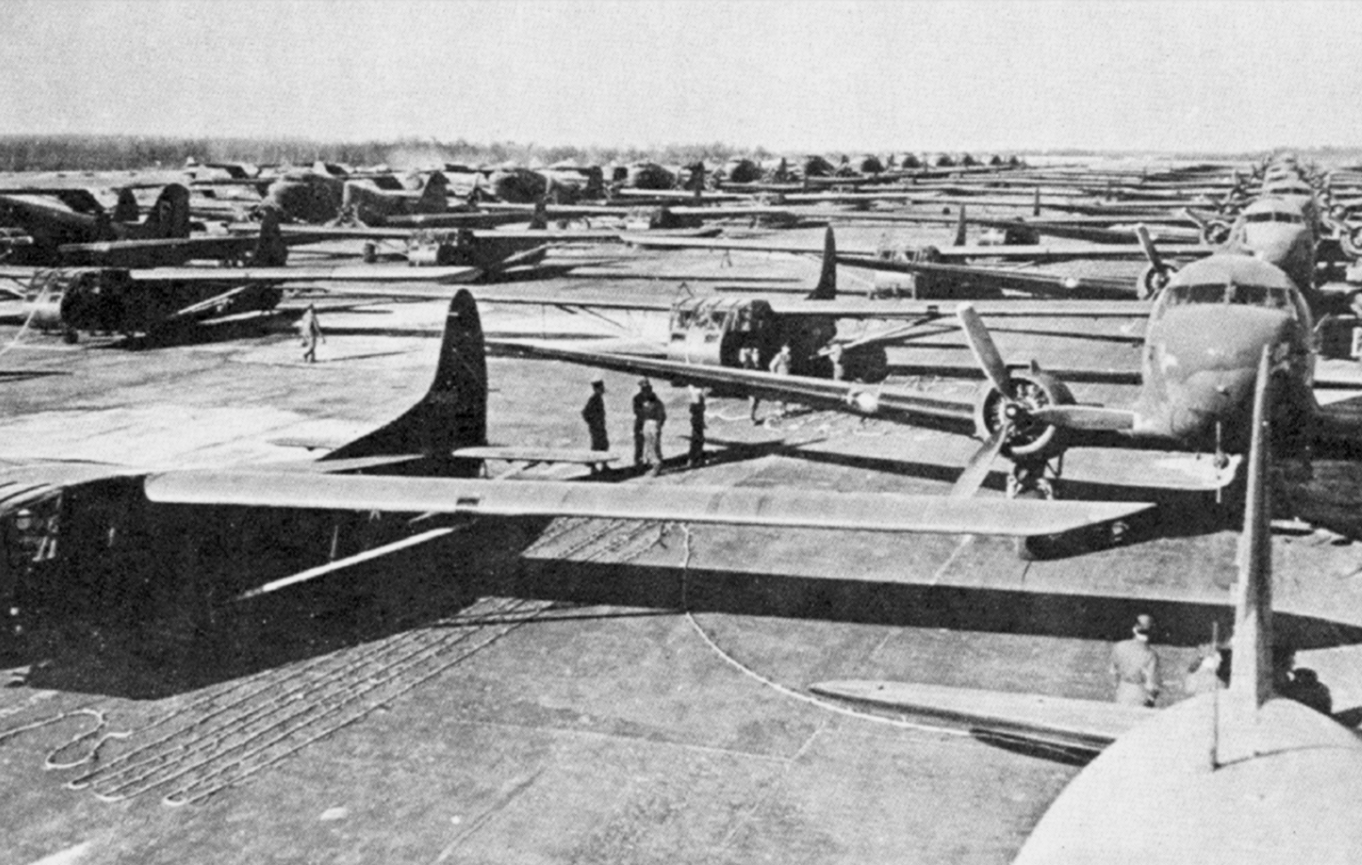
Transportowce C-47s i szybowce CG-4A przed wylotem na operację Varsity, 24 marca 1945 r.

Operacja Varsity miała być największą operacją powietrznodesantową z jednym przelotem transportowym przeprowadzoną kiedykolwiek podczas wojny lub konfliktu zbrojnego; co ważniejsze, byłoby to sprzeczne z poprzednią strategią powietrznodesantową, polegającą na przeprowadzaniu zrzutu spadochroniarzy po początkowym desancie wojsk lądowych, aby zminimalizować ryzyko dla żołnierzy wojsk powietrznodesantowych na podstawie doświadczeń z operacji Market Garden, katastrofalnej w skutkach próby zdobycia mostów nad Renem w Holandii w 1944 r. W przeciwieństwie do Market Garden siły powietrznodesantowe miały zostać zrzucone na stosunkowo niewielką odległość za liniami niemieckimi, upewniając się w ten sposób, że posiłki w formie sojuszniczych wojsk lądowych będą mogły się z nimi połączyć w krótkim czasie: uniknięto w ten sposób ryzyka katastrofy podobnej do tej, która spotkała brytyjską 1 Dywizję Powietrznodesantową, kiedy została odcięta i praktycznie unicestwiona przez niemiecką piechotę i wojska pancerne w Arnhem. Dowódca 1 Alianckiej Armii Powietrznodesantowej, gen. Lewis Brereton, który dowodził teraz wszystkimi alianckimi siłami powietrznodesantowymi, w tym XVIII Korpusem Powietrznodesantowym, postanowił, że dwie dywizje uczestniczące w operacji Varsity zostaną desantowane jednocześnie w jednym rzucie zamiast rozkładania lądowań na kilka godzin, jak to uczyniono podczas operacji Market Garden. Zrzuty zaopatrzenia dla sił powietrznodesantowych zostałyby również wykonane tak szybko, jak to możliwe, aby zapewnić wystarczające zapasy dla spadochroniarzy podczas ich walki.

### Przygotowania niemieckie
W tej fazie wojny liczba niemieckich dywizji pozostających na froncie zachodnim gwałtownie spadała, zarówno pod względem liczby, jak i jakości, co jest faktem świadczącym wysoce na korzyść aliantów. Do nocy 23 marca Montgomery miał pod swoim dowództwem równowartość ponad 30 dywizji, podczas gdy Niemcy utrzymywali na Zachodzie tylko ok. 10 dywizji, wszystkie osłabione ciągłymi walkami. Najlepszą formacją niemiecką, jaką mogły napotkać siły powietrznodesantowe aliantów, była 1 Armia Spadochronowa, chociaż nawet ta formacja została osłabiona w wyniku strat, jakie poniosła we wcześniejszych walkach, szczególnie gdy w lutym związała siły alianckie w lesie Reichswaldzkim. 1 Armia Spadochronowa miała trzy korpusy stacjonujące wzdłuż Renu; II Korpus Spadochronowy na północy, LXXXVI Korpus w centrum i LXIII Korpus na południu. Z tych formacji II i LXXXVI Korpus miały wspólną granicę, która przebiegała przez planowany strefy zrzutu dla alianckich dywizji powietrznodesantowych, co oznacza, że formacja prowadząca każdego z tych korpusów – czyli 7 Dywizja Strzelców Spadochronowych i 84 Dywizja Piechoty – stanęły twarzą w twarz z alianckim desantem. Po wycofaniu się na linię Renu obie dywizje były słabe i nie liczyły więcej niż po 4 tys. żołnierzy, a 84 Dywizja Piechoty była wspierana tylko przez około 50 dział.
Siedmiu dywizjom, które utworzyły 1 Armię Spadochronową, brakowało siły ludzkiej i amunicji i chociaż okoliczne farmy i wioski były dobrze przygotowane do celów obronnych, brakowało mobilnych rezerw, sprawiając, że obrońcy nie mogli skoncentrować swoich sił przeciwko przyczółkowi aliantów, kiedy rozpoczął się atak. Mobilne rezerwy, które Niemcy jeszcze posiadali, składały się z około 150 opancerzonych pojazdów bojowych pod dowództwem 1 Armii Spadochronowej, z których większość należała do XLVII Korpusu Pancernego. Aliancki wywiad uważał, że z dwóch dywizji, które utworzyły XLVII Korpus Pancerny, 116 Dywizja Pancerna miała do 70 czołgów, a 15 Dywizja Pancerna 15 czołgów i od 20 do 30 dział szturmowych. Wywiad wskazał również na możliwość stacjonowania w okolicy ciężkiego batalionu przeciwpancernego. Ponadto Niemcy posiadali dużą liczbę broni przeciwlotniczej; 17 marca wywiad aliancki oszacował, że Niemcy mieli 103 ciężkie i 153 lekkie działa przeciwlotnicze. Liczba ta została drastycznie zmieniona tydzień później do 114 ciężkich i aż 712 lekkich dział przeciwlotniczych. Sytuacja niemieckich obrońców i ich zdolność do skutecznego przeciwdziałania każdemu atakowi uległy jednak pogorszeniu, gdy alianci przeprowadził atak powietrzny tydzień na dużą skalę przed operacją Varsity. Obejmował on ponad 10 tys. samolotów alianckich i skoncentrował się głównie na lotniskach Luftwaffe oraz niemieckim systemie transportowym. Obrońcom przeszkadzał również fakt, że nie mieli wiarygodnych danych wywiadowczych co do miejsca, w którym miałby nastąpić faktyczny atak; chociaż siły niemieckie wzdłuż Renu zostały powiadomione o ogólnej możliwości ataku alianckiego desantu z powietrza, dopiero wtedy, gdy brytyjscy inżynierowie zaczęli instalować generatory dymu naprzeciw Emmerich i rozstawiać zasłonę dymną o długości 97 km, Niemcy wiedzieli na pewno, gdzie nastąpi atak.

## Bitwa

Planowane strefy zrzutu dla operacji Varsity

Operacja Plunder rozpoczęła się o godz. 21:00 23 marca i wczesnym rankiem dnia następnego alianckie jednostki naziemne zdobyły wiele przyczółków na wschodnim brzegu Renu. W ciągu pierwszych kilku godzin światła dziennego samoloty transportowe przewożące dwie dywizje powietrznodesantowe, które utworzyły operację Varsity, zaczęły startować z baz lotniczych w Wielkiej Brytanii i Francji, by spotkać się nad Brukselą, a następnie skręcić na północny wschód w kierunku stref zrzutu nad Renem. Siły powietrzne składały się z 541 samolotów transportowych przenoszących spadochroniarzy oraz kolejnych 1050 samolotów holujących 1350 szybowców. 17 Dywizja Powietrznodesantowa wysłała do walki 9387 żołnierzy, którzy zostali przetransportowani w 836 transportowcach C-47 Skytrain, 72 samolotach C-46 Commando i ponad 900 szybowcach Waco CG-4A. Brytyjska 6 Dywizja Powietrznodesantowa składała się z 7220 żołnierzy transportowanych 42 samolotami transportowymi Douglas C-54 i 752 C-47 Dakota, a także 420 szybowcami Airspeed Horsa i General Aircraft Hamilcar. Ta ogromna armada powietrzna rozciągnęła się na niebie na odległość 322 km, a minięcie przez nią dowolnego punktu zajmowało 2 godziny i 37 minut. Kolumna była osłaniana przez około 2153 alianckich myśliwców z amerykańskiej 9 Armii Powietrznej oraz brytyjskiego RAF-u. Połączenie dwóch dywizji w jednym rzucie sprawiło, że był to największy jednodniowy desant spadochroniarzy w historii. O 10:00 rano brytyjskie i amerykańskie oddziały należące do 6 i 17 Dywizji Powietrznodesantowej rozpoczęły lądowanie na niemieckiej ziemi, około 13 godzin po rozpoczęciu alianckiego ataku naziemnego.

### 6 Dywizja Powietrznodesantowa
Pierwszym elementem brytyjskiej 6 Dywizji Powietrznodesantowej wyznaczonym do lądowania był 8. batalion spadochronowy, wchodzący w skład 3 Brygady Spadochronowej pod dowództwem bryg. Jamesa Hilla. Brygada faktycznie została zrzucona dziewięć minut wcześniej niż planowano, ale z powodzeniem wylądowała w strefie zrzutu A, stając w obliczu znaczącego ostrzału z broni indywidualnej i działek 20 mm. Brygada poniosła wiele ofiar, wiążąc walką siły niemieckie w Lesie Diersfordter, ale do godziny 11:00 strefa zrzutu była prawie całkowicie wolna od sił wroga i zrzucono na nią wszystkie bataliony brygady. Kluczowa miejscowość Schnappenberg została zajęta przez 9. batalion spadochronowy w połączeniu z kanadyjskim 1. batalionem spadochronowym, przy czym ta ostatnia jednostka straciła swojego dowódcę, płk. Jeffa Nicklina, w wyniku niemieckiego ostrzału z broni indywidualnej zaledwie kilka chwil po wylądowaniu. Pomimo poniesionych strat brygada Hilla oczyściła obszar z wojsk niemieckich i do godziny 13:45 mogła poinformować, że osiągnęła wszystkie swoje cele. Kanadyjski sanitariusz kpr. Frederick George Topham został odznaczony Krzyżem Wiktorii za wysiłki mające na celu odnalezienie rannych i zabranie ich do punktu opatrunkowego, pomimo własnych ran i wielkiego niebezpieczeństwa.

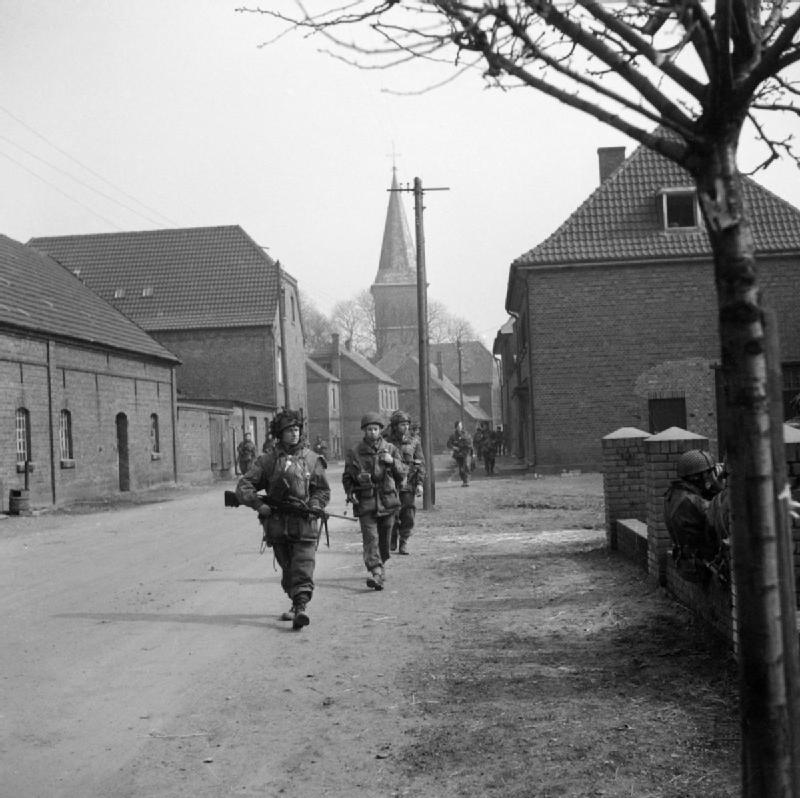
Brytyjscy spadochroniarze w Hamminkeln, 25 marca 1945 r.

Następną zrzuconą brytyjską jednostką powietrznodesantową była 5 Brygada Spadochronowa dowodzona przez bryg. Nigela Poetta. Brygada została wyznaczona do lądowania w strefie zrzutu B i osiągnęła to, choć nie tak dokładnie jak 3 Brygada ze względu na słabą widoczność wokół strefy zrzutu, co utrudniało zrzut spadochroniarzy brygady. Strefa zrzutu znalazła się pod ciężkim ostrzałem stacjonujących w pobliżu żołnierzy niemieckich i została wkrótce poddana ostrzałowi z moździerzy, które spowodowały straty na obszarach spotkania batalionów. Jednak 7. batalion spadochronowy wkrótce oczyścił strefę lądowania z wojsk niemieckich, z których wiele znajdowało się w okolicznych farmach i domach, a 12. i 13. batalion spadochronowy szybko wypełniły pozostałe cele brygady. Brygadzie nakazano następnie przenieść się na wschód i oczyścić obszar w pobliżu Schnappenberga, a także związać walką siły niemieckie skupione na zachód od dużego domu wiejskiego, w którym wkrótce utworzono kwaterę główną 6 Dywizji Powietrznodesantowej. Do 15:30 brygada Poetta poinformowała, że osiągnęła wszystkie swoje cele i związała się z innymi brytyjskimi jednostkami powietrznodesantowymi.
Trzecią jednostką powietrzną, która stanowiła część 6 Dywizji Powietrznodesantowej, była 6 Brygada Powietrznodesantowa dowodzona przez bryg. Hugh Bellamy’ego. Brygada miała za zadanie wylądować w grupach wielkości kompanii i osiągnąć kilka celów, w tym miejscowość Hamminkeln. Szybowce przenoszące jednostki powietrznodesantowe brygady wylądowały w strefach lądowania P, O, U i R pod znaczącym ostrzałem przeciwlotniczym; lądowanie było jeszcze trudniejsze z powodu dużej ilości mgły i dymu. Spowodowało to, że wielu pilotów szybowców nie było w stanie zidentyfikować swoich miejsc lądowania i straciło orientację; wiele szybowców wylądowało na niewłaściwych obszarach lub uległo awarii. Jednak większość z nich przetrwała, pozwalając batalionom brygady zająć trzy nietknięte mosty nad rzeką Issel, a także wioskę Hamminkeln z pomocą amerykańskich spadochroniarzy z 513 Pułku Piechoty Spadochronowej, który został zrzucony przez pomyłkę w tym obszarze. Brygada osiągnęła wszystkie swoje pozostałe cele wkrótce po zdobyciu Hamminkeln.

### 17 Dywizja Powietrznodesantowa

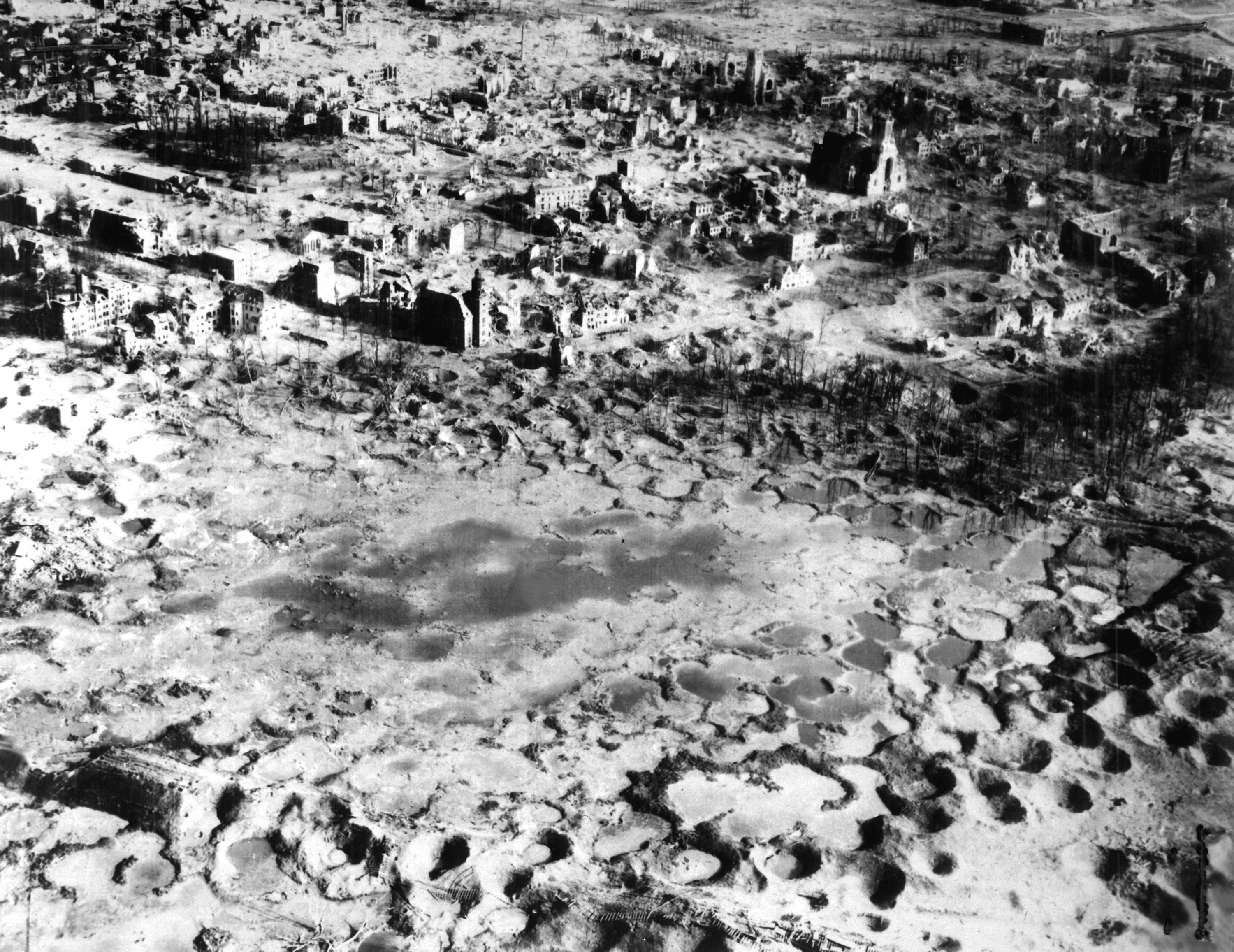
Zrujnowane miasto Wesel po alianckim bombardowaniu

507 Pułk Piechoty Spadochronowej pod dowództwem płk. Edsona Raffa był główną formacją szturmową 17 Dywizji Powietrznodesantowej, a zatem był pierwszą amerykańską jednostką, która wylądowała w ramach operacji Varsity. Cały pułk miał zostać zrzucony w strefie zrzutu W, polanie położonej 3 km na północ od Wesel; jednak nadmierne zamglenie pomieszało szyki pilotom samolotów transportowych przenoszących pułk, przez co 507-my podzielił się na dwie niemal równe części. Płk Raff i około 690 spadochroniarzy wylądowali na północny zachód od strefy zrzutu w pobliżu miasta Diersfordt, zaś druga połowa pułku z powodzeniem wylądowała w strefie zrzutu W. Pułkownik zebrał oddzielonych od reszty sił spadochroniarzy i poprowadził ich do strefy zrzutu W, angażując się po drodze w walkę z napotkaną baterią niemieckiej artylerii, zabijając lub biorąc do niewoli załogi dział przed zjednoczeniem się z resztą pułku. Do 14:50 507 Pułk Piechoty Spadochronowej osiągnął wszystkie swoje cele i oczyścił obszar wokół Diersfordt, wiążąc walką liczne oddziały niemieckie, a także niszcząc nieprzyjacielski czołg. Działania 507 Pułku tego dnia zdobyły dla dywizji jej drugi Medal Honoru; otrzymał go pośmiertnie szer. George Peters za zniszczenie niemieckiego gniazda karabinu maszynowego ogniem z broni osobistej i granatami, czym umożliwił innym spadochroniarzom zebranie z drogi zasobników z zaopatrzeniem oraz zdobycie pierwszego celu pułku.

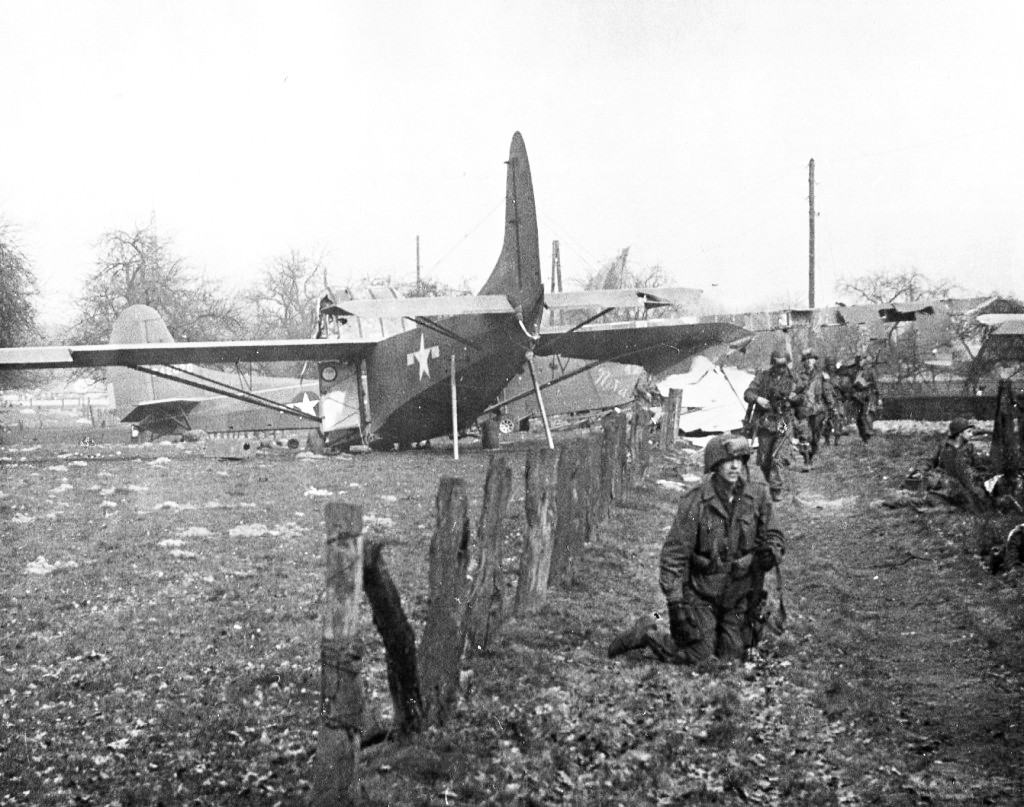
Amerykańskie wojska szybowcowe ze 194 Pułku Piechoty Szybowcowej po wylądowaniu w pobliżu Wesel

513 Pułk Piechoty Spadochronowej był drugą amerykańską jednostką powietrznodesantową, która wylądowała zaraz po 507 Pułku, pod dowództwem płk. Jamesa Couttsa. W drodze do strefy zrzutu samoloty transportowe przenoszące 513 Pułk miały nieszczęście przelecieć nad pasem niemieckiej obrony przeciwlotniczej, tracąc 22 zestrzelone samoloty transportowe C-46 i kolejnych 38 uszkodzonych. Podobnie jak 507, 513 Pułk również ucierpiał z powodu błędu pilota spowodowanego mgłą i dlatego jednostka faktycznie nie trafiła w wyznaczoną strefę zrzutu o numerze X i została zrzucona na jedną ze stref lądowania wyznaczoną dla brytyjskiej 6 Brygady Powietrznodesantowej. Pomimo tej niedokładności, spadochroniarze szybko zebrali się i pomogli brytyjskim żołnierzom szybowcowym, którzy lądowali w tym samym czasie, eliminując kilka niemieckich baterii artyleryjskich, które pokrywały ogniem ten obszar. Po wyeliminowaniu wojsk niemieckich w okolicy połączone siły amerykańskich i brytyjskich wojsk powietrznodesantowych wzięły szturmem Hamminkeln i zajęły miasto. Do godz. 14:00 płk Coutts zgłosił w Kwaterze Głównej, że 513 Pułk Piechoty Spadochronowej osiągnął wszystkie swoje cele, niszcząc podczas ataku dwa czołgi i dwa kompletne pułki artylerii. Podczas ataku pułk zdobył także trzeci Medal Honoru dla 17 Dywizji Powietrznodesantowej, kiedy szer. Stuart Stryker poprowadził atak na niemieckie gniazdo karabinu maszynowego, powodując rozproszenie uwagi wroga, aby umożliwić reszcie jego plutonu zajęcie ufortyfikowanej pozycji, za co sam zapłacił życiem.
Trzecim elementem 17 Dywizji Powietrznodesantowej biorącym udział w operacji był 194 Pułk Piechoty Szybowcowej pod dowództwem płk. Jamesa Pierce’a. Żołnierze 194 Pułku wylądowali dokładnie w strefie lądowania S, ale ich szybowce i samoloty holownicze poniosły ciężkie straty; 12 transportowców C-47 zostało utraconych z powodu ognia przeciwlotniczego, a kolejne 140 uszkodzonych. Pułk wylądował pośród szeregu niemieckich baterii artyleryjskich, które związały alianckie siły lądowe przeprawiające się przez Ren, dlatego wiele nisko lecących szybowców zostało ostrzelanych przez niemieckie działa, które miały opuszczone lufy do prowadzenia bezpośredniego ognia naziemnego. Jednak wszystkie te baterie artyleryjskie i ich załogi zostały pokonane przez piechotę szybowcową, a 194 Pułk wkrótce mógł poinformować, że jego cele zostały osiągnięte, przy czym zniszczono 42 działa, 10 czołgów, 5 samobieżnych dział przeciwpancernych i 2 samobieżne działa przeciwlotnicze Wirbelwind.

## Następstwa

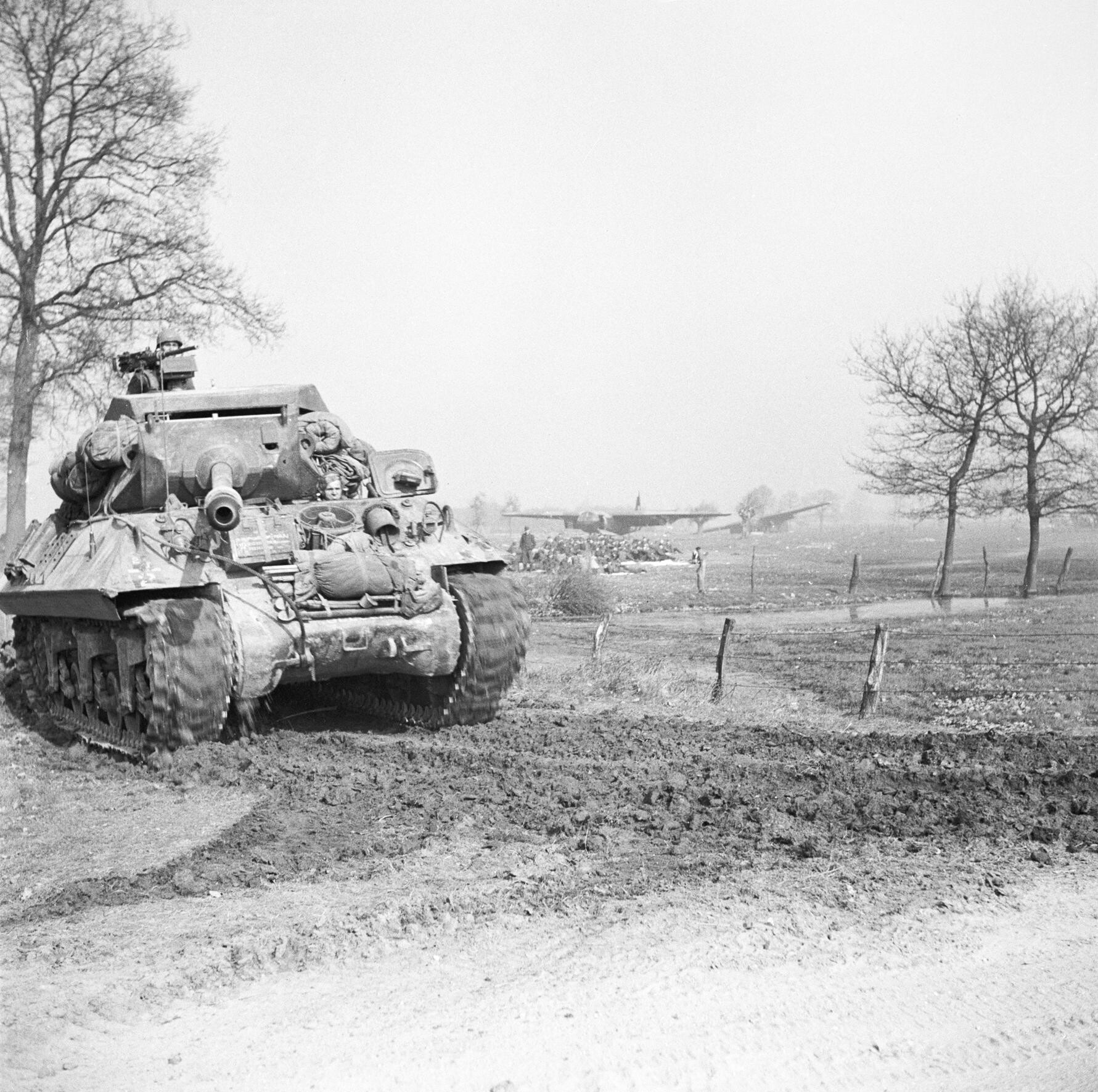
Niszczyciel czołgów Achilles na wschodnim brzegu Renu naciera w głąb lądu, aby połączyć się z siłami powietrznodesantowymi, których opuszczone szybowce Airspeed Horsa można zobaczyć w tle

Operacja Varsity była w pełni udaną operacją powietrznodesantową na dużą skalę. Wszystkie cele, które przydzielono żołnierzom wojsk powietrznodesantowych, zostały zdobyte i utrzymane, większość w ciągu zaledwie kilku godzin od rozpoczęcia operacji. Mosty nad rzeką Issel zostały pomyślnie zdobyte, chociaż jeden później musiał zostać zniszczony, aby zapobiec jego zdobyciu przez kontratakujące siły niemieckie. Las Diersfordter został oczyszczony z oddziałów wroga, a drogi, którymi Niemcy mogli kierować posiłki przed natarciem, zostały przecięte przez spadochroniarzy i piechotę szybowcową. Wreszcie Hamminkeln, miejscowość, która dominowała nad tym obszarem i przez którą nieprzyjaciel mógł rozwinąć kontrnatarcie, została zajęta przez jednostki powietrznodesantowe. Do zapadnięcia zmroku 24 marca 15 Szkocka Dywizja Piechoty połączyła się z elementami 6 Dywizji Powietrznodesantowej, a do północy pierwszy lekki most Baileya został przerzucony przez Ren. Do 27 marca nad Renem zainstalowano dwanaście mostów nadających się do udźwignięcia ciężkiego sprzętu, a alianci mieli 14 dywizji na wschodnim brzegu rzeki, sięgających do 16 km w głąb. Według gen. Fiebiga, dowódcy jednej z broniących się formacji niemieckich, 84 Dywizji Piechoty, siły niemieckie broniące tego obszaru były bardzo zaskoczone szybkością, z jaką dwie dywizje powietrznodesantowe wylądowały na swoich strefach zrzutu, tłumacząc, że ich nagłe pojawienie się wywarło „efekt rozbicia” na znacznie przewyższających ich liczebnie obrońców. Podczas przesłuchania niemiecki oficer wyjawił też, że jego dywizja została poważnie wyczerpana i mogła wystawić zaledwie 4 tys. żołnierzy zdolnych do walki.
17 Dywizja Powietrznodesantowa zdobyła czwarty Medal Honoru w dniach następujących bezpośrednio po operacji, kiedy sierż. Clinton M. Hedrick ze 194 Pułku Piechoty Szybowcowej pomógł w zdobyciu zamku Lembeck, który został zamieniony przez Niemców w ufortyfikowaną pozycję. On również otrzymał to odznaczenie pośmiertnie.

### Straty
Straty poniesione przez obie formacje powietrznodesantowe były dość ciężkie, choć mniejsze, niż zakładano. Do zmroku 24 marca 6 Dywizja Powietrznodesantowa poniosła straty wielkości ok. 1400 zabitych, rannych lub zaginionych w akcji z 7220 żołnierzy zrzuconych podczas operacji. Dywizja twierdziła przy tym, że wzięła do niewoli ok. 1500 jeńców wojennych. 17 Dywizja Powietrznodesantowa poniosła podobną liczbę strat, zgłaszając około 1300 ofiar spośród 9650 żołnierzy, którzy wzięli udział w operacji, utrzymując, że wzięła 2 tys. jeńców, liczba podobna do tej zgłoszonej przez 6 Dywizję. W sumie w trakcie operacji wzięto ok. 3,5 tys. jeńców. W dniach 24–29 marca 17 Dywizja poniosła w sumie 1346 ofiar. Siły lotnicze zaangażowane w operację również poniosły straty; w sumie 24 marca zostało utraconych 56 samolotów transportowych oraz. 16 bombowców z 8 Armii Powietrznej, zajmujących się zrzutem zasobników z zaopatrzeniem.

### Tytuły honorowe
W systemie tytułów honorowych Wielkiej Brytanii i Brytyjskiej Wspólnoty Narodów nie było nigdy wyraźnej nagrody za służbę w czasie operacji Varsity. Zamiast tego jednostki biorące udział w operacji zostały uwzględnione w tytułach przyznawanych w latach 1956–1959 dla wszystkich jednostek, które uczestniczyły w przeprawie przez Ren pomiędzy 23 marca a 1 kwietnia 1945 r.: Rhine lub The Rhine dla jednostek kanadyjskich, później przetłumaczonych na Le Rhin dla jednostek francuskojęzycznych>.

## Powojenne oceny

### Oceny pozytywne
Ówcześni obserwatorzy i oficjalni historycy zgodzili się co do tego, że operacja Varsity zakończyła się powodzeniem. Gen. Eisenhower nazwał ją „najbardziej udaną operacją powietrznodesantową przeprowadzoną do tej pory”, a naoczny obserwator napisał później, że operacja wykazała „najwyższy stan rozwoju osiągnięty przez jednostki powietrznodesantowe i transportowe”. W oficjalnym podsumowaniu operacji gen. Ridgway napisał, że operacja przebiegła bezbłędnie oraz że dwie zaangażowane w nią dywizje zniszczyły obronę wroga, której pokonanie mogłoby zająć kilka dni, gdyby operacja się powiodła.
Kilku współczesnych historyków również pochwaliło operację i ulepszenia wprowadzone dla Varsity. G.G. Norton argumentował, że operacja skorzystała z wniosków wyciągniętych z poprzednich operacji, z czym Brian Jewell zgadza się, argumentując dodatkowo, że lekcje z Market Garden zostały wyciągnięte, ponieważ siły powietrznodesantowe skoncentrowały się i szybko zrzuciły spadochroniarzy, dając obrońcom niewiele czasu na odzyskanie sił. Norton twierdzi również, że wprowadzono usprawnienia w zakresie wspierania żołnierzy w powietrzu; zauważa, że dostępna była duża liczba artylerii do pokrycia stref zrzutu i że obserwatorzy artyleryjscy zostali zrzuceni wraz z siłami powietrznodesantowymi, zwiększając w ten sposób ich siłę ognia. Podkreśla się także rozwój techniki, która pozwoliła na lądowanie całych brygad w grupach taktycznych, co dało im większą elastyczność. Zrzucenie sił powietrznodesantowych po tym, jak siły lądowe przekroczyły już Ren, sprawiło również, że spadochroniarze nie musieli długo walczyć, zanim zostali zluzowani, co stanowiło znaczną poprawę względem tego, w jaki poprzednia wielka operacja powietrznodesantowa, Market Garden, została przeprowadzona.
Historyk Peter Allen stwierdził, że podczas gdy siły powietrznodesantowe poniosły ciężkie straty, operacja Varsity odwróciła uwagę Niemców od głównej przeprawy przez Ren. Dlatego żołnierze wojsk lądowych walczący o utworzenie przyczółka nad Renem ponieśli stosunkowo niewiele ofiar i byli w stanie „wydostać się znad Renu w ciągu godzin, a nie dni”.

### Oceny krytyczne
Pomimo wielu oficjalnych pochwał za sukces operacji, zgłoszono także szereg uwag krytycznych dotyczących jej przeprowadzenia i popełnionych błędów. Kilku historyków wojskowych zakwestionowało samą potrzebę przeprowadzenia operacji, a jeden z nich, Barry Gregory, argumentował, że „Operacja Varsity nie była całkowicie konieczna...”. Inny historyk, James A. Huston, twierdzi, że „...gdyby te same zasoby zostały wykorzystane na ziemi, możliwe jest, że postęp natarcia na wschód byłby nawet szybszy niż w rzeczywistości”.

#### Niedobory samolotów

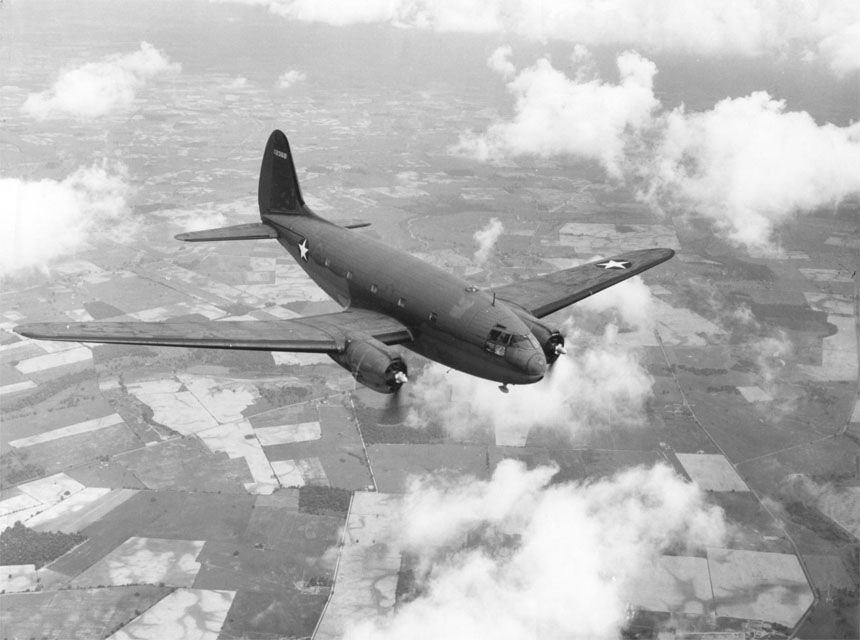
Curtiss C-46 Commando w locie

Jednym szczególnym niepowodzeniem w organizacji operacji był krytyczny brak samolotów transportowych potrzebnych do jej przeprowadzenia, nierozwiązany problem, towarzyszący każdej operacji powietrznodesantowej na dużą skalę, jaką przeprowadzili alianci podczas II wojny światowej. W pierwotnym planie operacji Varsity uwzględniono 13 Dywizję Powietrznodesantową; jednak brak samolotów transportowych do przeniesienia tej dywizji doprowadził do wykluczenia jej z ostatecznego planu. Tak więc nierozwiązany problem braku samolotów transportowych oznaczał, że jedna trzecia planowanych dla operacji żołnierzy została odrzucona, osłabiając znacząco siłę bojową formacji. W rzeczywistości wykorzystane oddziały faktycznie wystarczyły, aby wykonać zakładane cele operacji.
Niektórzy historycy skomentowali tę porażkę; Gerard Devlin twierdzi, że z powodu opisanego braku samolotów pozostałe dwie dywizje zostały zmuszone do samodzielnego przeprowadzenia operacji.

#### Straty wśród żołnierzy i samolotów
Straty żołnierzy wojsk powietrznodesantowych były wysokie. Przyczynę tak dużej liczby ofiar można prawdopodobnie przypisać temu, że operację rozpoczęto w dzień, a nie w nocy. Zrzuty były wykonywane w świetle dnia głównie dlatego, że planiści wierzyli, iż operacja dzienna ma większą szansę na sukces niż nocna, a żołnierze na ziemi będą mniej rozproszeni.
Jednak lądowanie spadochroniarzy, a tym bardziej szybowców bez osłony ciemności sprawiło, że byli oni niezwykle podatni na ogień przeciwlotniczy. Oficjalna historia brytyjskich dywizji powietrznodesantowych podkreśla koszt tego rozwiązania, stwierdzając, że z 416 szybowców, które wylądowały, tylko 88 pozostało nieuszkodzonych przez ogień wroga, a 20–30 proc. pilotów szybowcowych zostało zabitych lub odniosło rany. Inny historyk twierdzi, że szybowce lądujące w świetle dziennym były katastrofą, a 194 Pułk Piechoty Szybowcowej miał dwie trzecie swoich szybowców trafionych ogniem naziemnym i poniósł ciężkie straty podczas lądowania. Częstotliwość wypadków na ziemi uległa zwiększeniu z powodu niskiej prędkości podczas odczepiania i opadania szybowców oraz faktu, że część samolotów holowała po dwa szybowce, spowalniając je jeszcze bardziej; finalnie czas desantu załogi szybowca był 3–4 razy dłuższy niż jednostki spadochronowej, szybowce były też bardziej podatne na ogień przeciwlotniczy.

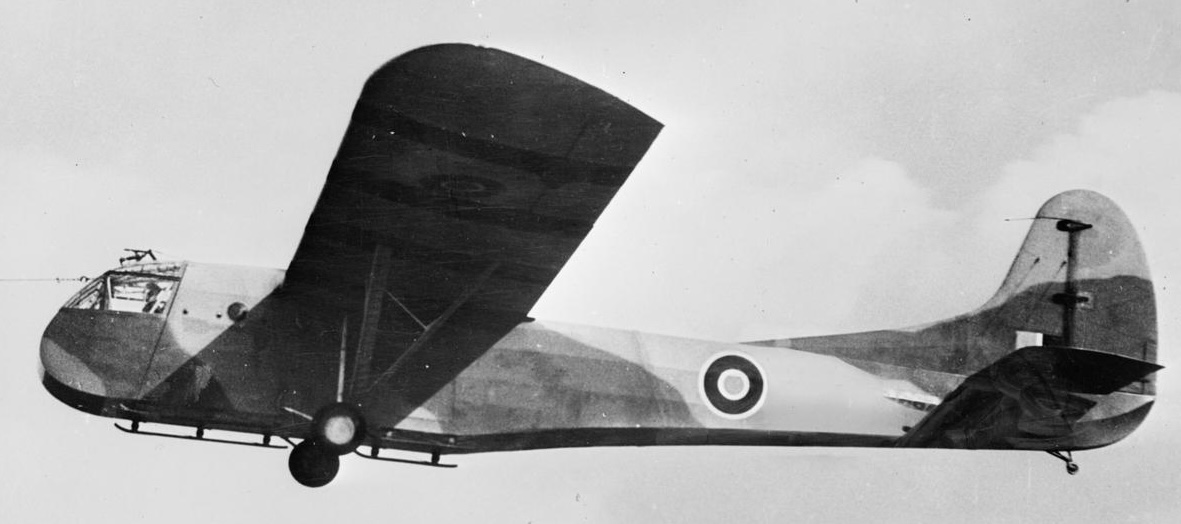
Brytyjski szybowiec Waco CG-4 w wersji Hadrian

Duża liczba samolotów spadochronowych również została trafiona i utracona. Było to w dużej mierze spowodowane wrogimi warunkami napotkanymi przez pilotów. Część spadochronowa operacji Varsity leciała w świetle dziennym przy niskich prędkościach na bardzo małej wysokości, przy użyciu nieuzbrojonych samolotów transportowych, w miejscu dużych koncentracji niemieckich dział przeciwlotniczych 20 mm, 37 mm i większego kalibru wykorzystujących pociski odłamkowe, zapalające i przeciwpancerne. Na tym etapie wojny niemieckie załogi dział przeciwlotniczych wyszkoliły się do wysokiego stanu gotowości; wiele baterii miało znaczne doświadczenie bojowe w namierzaniu i niszczeniu nawet szybkich, dobrze uzbrojonych myśliwców i samolotów myśliwsko-bombardujących. Wreszcie, podczas gdy wiele, jeśli nie wszystkie C-47 użyte w operacji Varsity zostały doposażone w samouszczelniające się zbiorniki paliwa, o wiele większe samoloty C-46 Commando wykorzystane w akcji nie otrzymały takiej modyfikacji. Mankament ten został wyostrzony przez niewentylowane skrzydła C-46, które miały tendencję do gromadzenia wyciekającej benzyny u nasady skrzydła, gdzie można ją było zapalić choćby przez iskrę. Chociaż aż 19 z 72 samolotów C-46 zostało zniszczonych podczas operacji Varsity, straty innych typów maszyn poniesione w wyniku ognia przeciwlotniczego były również znaczące, w tym 13 zestrzelonych szybowców, 14 rozbitych przy lądowaniu i 126 uszkodzonych; 15 bombowców B-24 Liberator zestrzelonych oraz 104 uszkodzone; i wreszcie 30 C-47 zestrzelonych oraz aż 339 uszkodzonych.
Płk Otway, który napisał oficjalną historię brytyjskich sił powietrznodesantowych podczas II wojny światowej, stwierdził, że operacja Varsity uwypukliła wrażliwość jednostek szybowcowych. Chociaż działały w ramach samodzielnych jednostek i były w stanie poruszać się szybciej niż spadochroniarze w powietrzu, szybowce były łatwym celem dla ognia przeciwlotniczego i broni krótkiego zasięgu po wylądowaniu; Otway doszedł do wniosku, że podczas przyszłych operacji żołnierze zrzuceni na spadochronach powinni zająć strefy lądowania przed przybyciem jednostek szybowcowych. Tak więc, przeforsowując lądowanie prowadzone w świetle dziennym, aby zapewnić większą dokładność, alianccy planiści przyczynili się do znacznie większej liczby ofiar, szczególnie wśród jednostek przenoszonych przez szybowce. Operacja ucierpiała również na złym pilotażu. Mimo że był on znacznie lepszej jakości niż podczas operacji na Sycylii czy w Normandii, piloci nadal popełniali poważne błędy, zwłaszcza gdy wziąć pod uwagę, że zrzut został przeprowadzony w świetle dziennym. Istotny błąd wystąpił zwłaszcza wtedy, gdy piloci transportów przenoszących 513 Pułk Piechoty Spadochronowej zrzucili znaczną część pułku kilka kilometrów od wyznaczonych stref zrzutu, w sektorze brytyjskim.